# NGC 3631
NGC 3631 (другие обозначения — UGC 6360, MCG 9-19-47, ZWG 268.21, Arp 27, VV 363, IRAS11181+5326, PGC 34767) — спиральная галактика (Sc) в созвездии Большая Медведица.
Этот объект входит в число перечисленных в оригинальной редакции «Нового общего каталога», а также включён в атлас пекулярных галактик.
NGC 3631 относится к так называемым «галактикам с вереницами» (длинными прямыми изолированными отрезками спиральных рукавов), которые выделил Б. А. Воронцов-Вельяминов. На наиболее длинной «веренице» в этой галактике находится точка, где рукав разветвляется на два (похожим образом выглядит единственная «вереница» в галактике NGC 5085). Следует отметить, что спиральный рукав на диаметрально противоположной стороне также разветвляется. 
В галактике в 1965 и 1996 годах наблюдались вспышки сверхновых. Тип первой из них, получившей обозначение SN 1965L, не установлен, её пиковая видимая звёздная величина составила 16m. Вторая, обозначенная SN 1996bu, имела тип IIn, её пиковая видимая звёздная величина составила 17,3m.
Галактика NGC 3631 входит в состав группы галактик NGC 3631. Помимо NGC 3631 в группу также входят ещё 9 галактик.